# Poly
Poly, właśc. Policarpo Ribeiro de Oliveira (ur. 21 grudnia 1907 w Conceição de Macabu, zm. maj 1986 w Campos) – brazylijski piłkarz występujący na pozycji napastnika.

## Kariera klubowa
Poly całą piłkarską karierę spędził w Americano FC, gdzie grał w latach 1924–1944. Największymi jego osiągnięciami z Americano było mistrzostwo miasta Campos - Campeonato da Cidade de Campos: 1925, 1930, 1934, 1935, 1939, 1944.

## Kariera reprezentacyjna
Poly na początku lat 30. grał w reprezentacji Brazylii, z którą uczestniczył w mistrzostwach świata w 1930 roku w Urugwaju. Na mistrzostwach wystąpił w przegranym meczu z reprezentacją Jugosławii. Był to jego jedyny występ w reprezentacji Brazylii.